# 길드의 접수원인데, 야근이 싫어서 보스를 혼자 토벌하려고 합니다
《길드의 접수원인데, 야근이 싫어서 보스를 혼자 토벌하려고 합니다》(일본어: ギルドの受付嬢ですが、残業は嫌なのでボスをソロ討伐しようと思います 기루도노 우케쓰케조데스가 잔교와 이야나노데 보스오 소로 도바쓰시요토 오모이마스[*])는 코사카 마토가 글을 쓰고 가오우가 그림을 그린 일본의 라이트 노벨 시리즈이다. 공식 약칭은 '기루마스'. 아스키 미디어 웍스는 2021년 3월부터 전격 문고 레이블로 시리즈를 출판하기 시작했다. 유우키 스즈가 그린 만화 각색은 2021년 6월에 《월간 코믹 전격 대왕》에서 연재를 시작했다.

## 줄거리
아리나 클로버는 그것이 쉽고 안전한 직업이라고 생각했기 때문에 모험가 길드 접수원이 되었지만, 불행하게도 그녀에게는 고기광과 이기주의자들을 상대하고 그들에게 규정을 상기시켜야 하는 성가신 일을 하고 있다. 게다가 그녀의 동료들은 자신들이 끝내지 못한 일의 몫을 끊임없이 그녀에게 쏟아부어 그녀에게 무급 초과 근무를 제공한다. 던전 보스가 오랫동안 무적이라는 점은 도움이 되지 않으며, 이로 인해 더 많은 서류 작업이 필요하다. 비밀리에 아리나는 자신의 신성한 기술을 사용하여 강력한 망치를 소환하여 보스를 직접 공격하는 순간을 갖는다. 그녀의 모든 좌절감을 괴물에게 쏟아 붓는다.
불행하게도 그녀를 발견한 모험자 집단의 리더는 그녀를 파티에 추가하기로 결심한다. "부업"으로 인해 안정된 직장에서 해고될 위기에 처한 가운데, 아리나는 과연 그를 떨쳐버릴 수 있을까?

## 등장인물

### 주요 인물
아리나 클로버(アリナ・クローバー)
성우 - 타카하시 리에
본작의 주인공. 이푸르 카운터의 접수원. 입사 3년째. 옥색의 눈이 특징적. 17세. 생일은 11월 23일. 상위 10%의 실력자에게 주어지는 1급 라이센스를 가지고 있다. 본인은 왜 신역 스킬을 사용할 수 있는지 알 수 없다.
제이드 스크레이드(ジェイド・スクレイド)
성우 - 쿠마가이 켄타로
백은의 검의 리더. 탱커 역할. 눈이 아주 좋고, 후드를 입은 처형인의 정체를 간파한 인물. 손쉽게 아리나의 잔업의 도움을 손쉽게 해낸다.
라이라(ライラ)
성우 - 세리자와 유
아리나의 후배이자 신인 접수원. 처형인에게 호의를 안고 있어, 처형인을 본뜬 자작의 인형을 침실에 반입할 정도.
로우 로즈블렌더(ロウ・ロズブレンダ)
성우 - 야스다 리쿠야
백 어태커 역할. 파티의 분위기 메이커적 존재.
루루리 애쉬포드(ルルリ・アシュフォード)
성우 - 코가 아오이
힐러 역할.
그렌 갈리아(グレン・ガリア)
성우 - 마츠다 켄이치로
길드 마스터. 초역 스킬 '시간의 관측자'를 사용할 수 있다. 이 스킬을 사용하여 처형인의 정체를 간파했다. 원래는 백은의 검의 멤버로 최강의 모험자로 대검사의 전위역. 자신이 지원한 아리나와의 대결에서는 자신의 스킬이 깨지고 패배했다.
린 리체(リン・リーチェ)
성우 - 오자와 아리
그렌이 '백은의 검'의 멤버였던 무렵의 회복역. 현재의 길드 마스터인 그렌이 현역이었을 때의 멤버. 그렌의 딸 입양으로 15세에 '백은의 검'의 멤버가 되었다. 재의 요새 지상층을 클리어 후 지하 보스 방에서 전사했다.

## 수상·노미네이트 경력
| 발표년 | 상                             | 부문                                    | 대상                                                           | 결과 |
| ------ | ------------------------------ | --------------------------------------- | -------------------------------------------------------------- | ---- |
| 2020   | 제27회 전격 소설 대상          |                                         | 길드의 접수원인데, 야근이 싫어서 보스를 혼자 토벌하려고 합니다 | 금상 |
| 2022   | 다음에 올 라이트 노벨대상 2021 | 서점 직원이 뽑는다! 나의 추천 작품 부문 | 길드의 접수원인데, 야근이 싫어서 보스를 혼자 토벌하려고 합니다 | 2위  |

## 기간 일람

### 소설
- 코사카 마토(저)·가오우(일러스트) 《길드의 접수원인데, 야근이 싫어서 보스를 혼자 토벌하려고 합니다》 KADOKAWA 〈전격 문고〉
  1. 2021년 3월 10일 초판 발행(같은 날 발매[5]), ISBN 978-4-04-913688-3
  2. 2021년 7월 9일 초판 발행(같은 날 발매[6]), ISBN 978-4-04-913871-9
  3. 2021년 11월 10일 초판 발행(같은 날 발매[7]), ISBN 978-4-04-913937-2
  4. 2022년 3월 10일 초판 발행(같은 날 발매[8]), ISBN 978-4-04-914144-3
  5. 2022년 7월 8일 초판 발행(같은 날 발매[9]), ISBN 978-4-04-914534-2
  6. 2023년 1월 7일 초판 발행(같은 날 발매[10]), ISBN 978-4-04-914813-8
  7. 2023년 6월 9일 발매[11], ISBN 978-4-04-915121-3
  8. 2024년 8월 9일 발매[12], ISBN 978-4-04-915345-3

## TV 애니메이션
2023년 7월 15일에 개최된 온라인 이벤트 '전격 문고 30th 여름의 제전 온라인 2023'에서  애니메이션화 결정이 발표되었다. 2025년 1월부터 3월까지 TOKYO MX 등에서 방송되었다.

### 스태프
- 원작 - 코사카 마토
- 원작 일러스트 - 가오우
- 감독 - 나가사와 츠요시
- 시리즈 구성 - 치바 미스즈
- 캐릭터 디자인 - 나가타 요시히로, 마치다 신이치
- 총작화 감독 - 마치다 신이치, 하마구치 쇼헤이
- 몬스터 디자인 - 유코
- 프롭 디자인 - 레고멘데이션
- 2D 디자인 - MAMEX
- CG 감독 - 토미타 유스케
- CG 애니메이션 제작 - Boundary
- 색채 설계 - 사이토 아키코
- 미술 감독·미술 설정 - 카토 야스타다
- 테크니컬 디렉터 - 사쿠마 유야
- 촬영 감독 - 모토쿠라 유스케
- 편집 - 야나기 케이스케
- 음향 감독 - 코이즈미 키스케
- 음향 효과 - 나카노 카츠히로
- 음향 제작 - HALF H·P STUDIO
- 음악 - 이토 츠바사
- 음악 제작 - 애니플렉스
- 프로듀서 - 나라 슌스케, 요시오카 유스케, 오오와다 토모유키, 소토카와 아키히로, 오바타 케이시로, 이노우에 타카미츠
- 제작 프로듀서 - 이토 타이토
- 애니메이션 프로듀서 - 타카요시 테츠호
- 제작(制作) - CloverWorks
- 애니메이션 제작협력 - 작악 크리에이트
- 제작(製作) - 이푸르 노동조합(애니플렉스, KADOKAWA, BS11, MOVIC, 굿 스마일 컴퍼니, CloverWorks)

### 주제가
퍼펙트 데이(パーフェクトデイ)
310에 의한 오프닝 테마. 작사·작곡·편곡은 후지나가 류타로.
내일의 나에게 행복이 있으라(明日の私に幸あれ)
나나오 아카리에 의한 엔딩 테마. 작사·작곡·편곡은 타마야2060%.

### 에피소드 목록
| 화수   | 각본 | 각본          | 그림 콘티                 | 연출                            | 작화 감독 | 총작화 감독                                 | 방송일          |
| ------ | --- | ------------- | ------------------------- | ------------------------------- | --- | ------------------------------------------- | --------------- |
| 제1화  | ギルドの受付嬢なので、 平穏な生活をしたいと思います 길드의 접수원이라서, 평온한 생활을 하려고 합니다                                                | 치바 미스즈   | 나가사와 츠요시           | 마츠나가 마사히코               | 에구치 아카네 와타나베 케이코 | 마치다 신이치 하마구치 쇼헤이               | 2025년 1월 11일 |
| 제2화  | 処刑人ですが、正体がバレるとクビなので 実力行使しようと思います 처형인인데, 정체를 들키면 해고당하니까 실력 행사를 하려고 합니다                    | 치바 미스즈   | 미우라 유이               | 비젠 카츠히코                   | 모리 아야코 무라타 노리야스 타카노 유카리 | 하마구치 쇼헤이                             | 1월 18일        |
| 제3화  | 白銀の盾役ですが、ヤバい ダンジョンに挑もうと思います 백은의 탱커인데, 위험한 던전에 도전하려고 합니다                                              | 모리에 미사키 | 코마이 카즈야             | 오가와 린타로                   | 타카노 유카리 아모 미코토 와타나베 케이코 에구치 아카네 | 하마구치 쇼헤이                             | 1월 25일        |
| 제4화  | 遺物とか裏クエストとか 魔神とか業務の邪魔なので、 ブツ飛ばそうと思います 렐릭이나 히든 퀘스트나 마신 같은 건 업무에 방해되니까, 날려버릴 생각입니다 | 치바 미스즈   | 코마이 카즈야             | 마츠나가 마사히코               | 모리 아야코 타카노 유카리 미야시로 나츠키 요시모리 나오코 | 하마구치 쇼헤이 마치다 신이치               | 2월 1일         |
| 제5화  | 白銀の回復役ですが、 私にも癒やしが欲しいと思うのです 백은의 힐러인데, 저에게도 치유가 필요하다고 생각합니다                                        | 모리에 미사키 | 나카무라 노리유키         | 오가와 린타로                   | 와타나베 케이코 무라타 노리야스 에구치 아카네 타카노 유카리 후지타 카즈유키                                                                                               | 하마구치 쇼헤이 오가타 히로미               | 2월 8일         |
| 제6화  | 白銀の後衛役ですが、 デマ野郎を取っ捕まえようと思います 백은의 백 어태커 인데, 헛소문의 범인을 붙잡을 생각입니다                                    | 이노우에 미오 | 비젠 카츠히코             | 비젠 카츠히코                   | 타카노 유카리 아모 미코토 와타나베 케이코 에구치 아카네 | 하마구치 쇼헤이                             | 2월 15일        |
| 제7화  | 待ちに待った百年祭なので、 絶対に絶対に楽しもうと思います 기다리고 기다렸던 백년제라서, 반드시 반드시 즐길 생각입니다                               | 치바 미스즈   | 오구라 히로후미           | 오가와 린타로                   | 에구치 아카네 무라타 노리야스 와타나베 케이코 아모 미코토 | 마치다 신이치                               | 2월 22일        |
| 제8화  | ふがいない回復役ですが、 私のできることを全うしようと思います 미덥지 못한 힐러인데, 제가 할 수 있는 임무를 완수할 생각입니다                        | 모리에 미사키 | 키세 나오                 | 마츠나가 마사히코               | 타카노 유카리 모리 아야코 요시모리 나오코 미야시로 나츠키 | 하마구치 쇼헤이                             | 3월 1일         |
| 제9화  | 受付嬢3年目ですが、 新人研修に行こうと思います 접수원 3년 차인데 신인 연수를 하러 갈 생각입니다                                                     | 모리에 미사키 | 오오니시 케이스케         | 우치호리 마사토                 | 카시우치 노에코 시다 타다시 와타나베 케이코 | 오가타 히로미                               | 3월 8일         |
| 제10화 | 研修中におばけが出るのですが、 そんなの聞いてないよって思います 연수 중에 귀신이 나타나는데, 그런 얘긴 들어본 적 없다고 생각합니다                  | 모리에 미사키 | 니헤이 유이치 미우라 유이 | 오가와 린타로 마츠나가 마사히코 | 타카노 유카리 모리 아야코 에구치 아카네 요시모리 나오코 아모 미코토 무라타 노리야스 미야시로 나츠키                                                                       | 마치다 신이치                               | 3월 15일        |
| 제11화 | 罠かもしれないですが、 前へ進むしかないと思います 함정일지도 모르지만, 앞으로 나아가는 수밖에 없다고 생각힙니다                                     | 모리에 미사키 | 비젠 카츠히코             | 비젠 카츠히코                   | 타카노 유카리 아모 미코토 시다 타다시 요시모리 나오코 와타나베 케이코 에구치 아카네                                                                                       | 하마구치 쇼헤이                             | 3월 22일        |
| 제12화 | ギルドの受付嬢ですが、 残業回避のため最後まで戦おうと思います 길드의 접수원인데, 야근을 회피하기 위해 끝까지 싸울 생각입니다                        | 치바 미스즈   | 츠지 하츠키               | 나가사와 츠요시                 | 타카노 유카리 와타나베 케이코 에구치 아카네 무라타 노리야스 모리 아야코 아모 미코토 시다 타다시 요시모리 나오코 미야시로 나츠키 비젠 카츠히코 벳쇼 마사나오 코지마 에리나 | 마치다 신이치 하마구치 쇼헤이 오가타 히로미 | 3월 29일        |